# Церковь Покрова Пресвятой Богородицы (Кижи)
Церковь Покрова Пресвятой Богородицы — православный храм в Кижском погосте, расположенном на острове Кижи в северной части Онежского озера. Входит в состав музея-заповедника «Кижи» и Спасо-Кижского Патриаршего подворья. Памятник архитектуры федерального значения.
Высота церкви — 26 м, общая длина — 32 м, ширина — 8 м, материал — сосна, осина. Церковь — «зимняя» (то есть отапливаемая), службу в ней ведут с 1 октября и до Пасхи.

## История

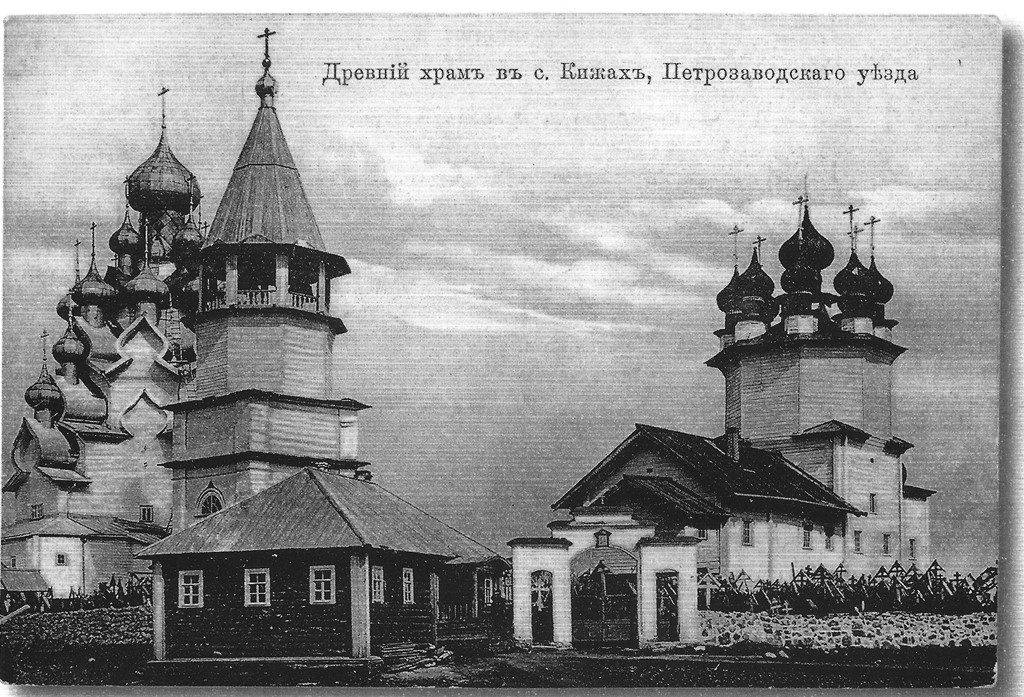
Храм (справа) на открытке начала XX в.

Храм был построен в 1694 году. Сгорел и был перестроен в 1764 году.
В 1920 году, после Октябрьской революции, некоторые церкви Кижского погоста были поставлены на государственный учёт как памятники архитектуры, но отправление религиозных обрядов продолжалось. Из Охранного свидетельства от 11 августа 1920 года № 1847 о постановке на государственную охрану Кижского погоста:

«Удостоверяется, что две церкви во имя Преображения Господня 1714 г., церковь Покрова Пресвятой Богородицы, 1754 г. и колокольня Кижского погоста, как выдающиеся архитектурные памятники находятся под охраной Правительства и никаким видоизменениям и реквизиции икон и церковного убранства не подлежат.»
— Архив Государственного Эрмитажа. Рукописный отдел. Ф. 4. Оп. 1. 1272. Л. 11.
Храм реставрирован по проекту Александра Ополовникова в 1949—1959 годах. Первоначальный иконостас Покровской церкви утрачен. Ныне существующий сделан во время реставрации по образцу старинных иконостасов, он собран из заонежских икон XVII — начала XVIII веков.

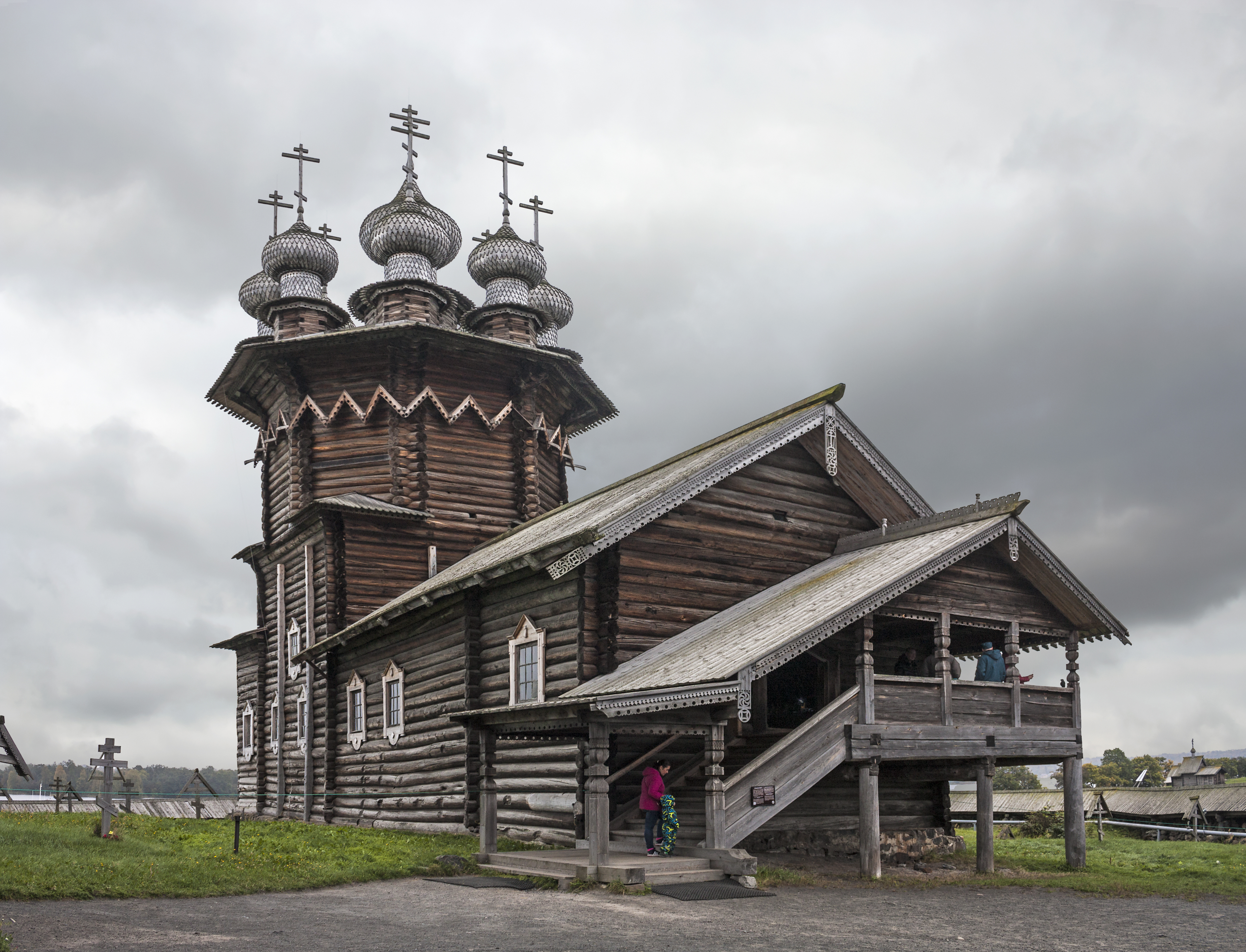
Вид с запада
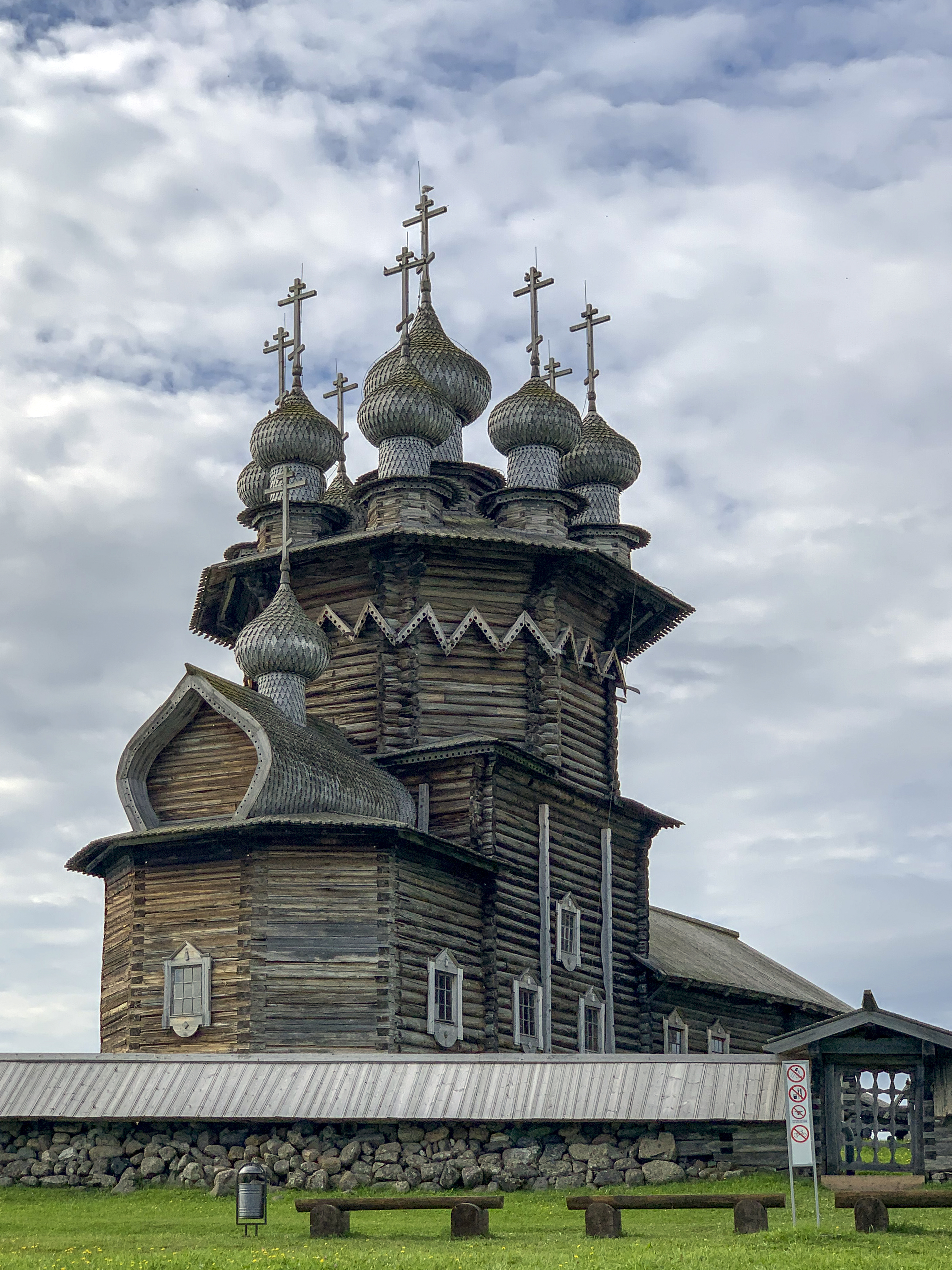
Вид с северо-востока
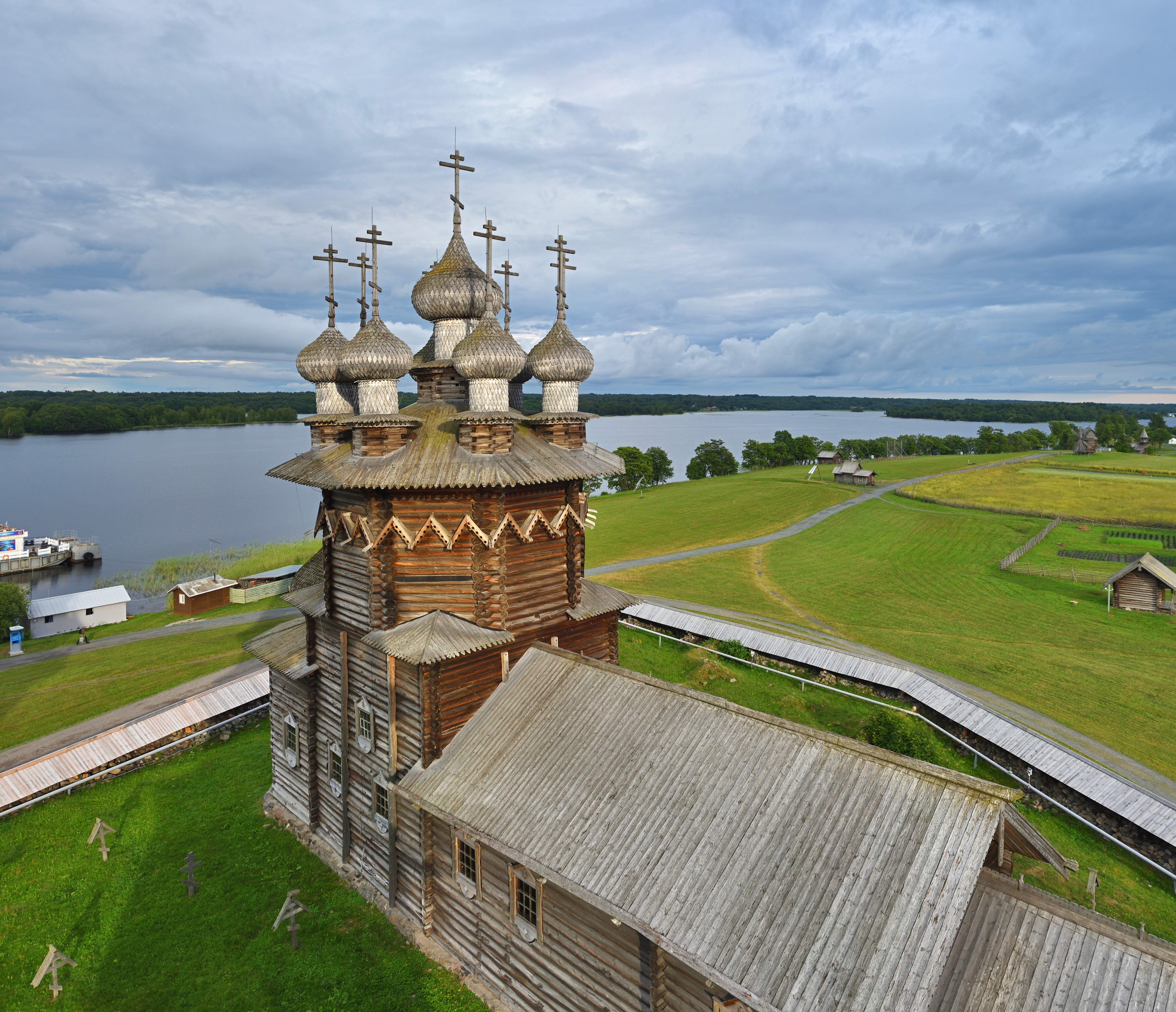
Вид с северо-запада
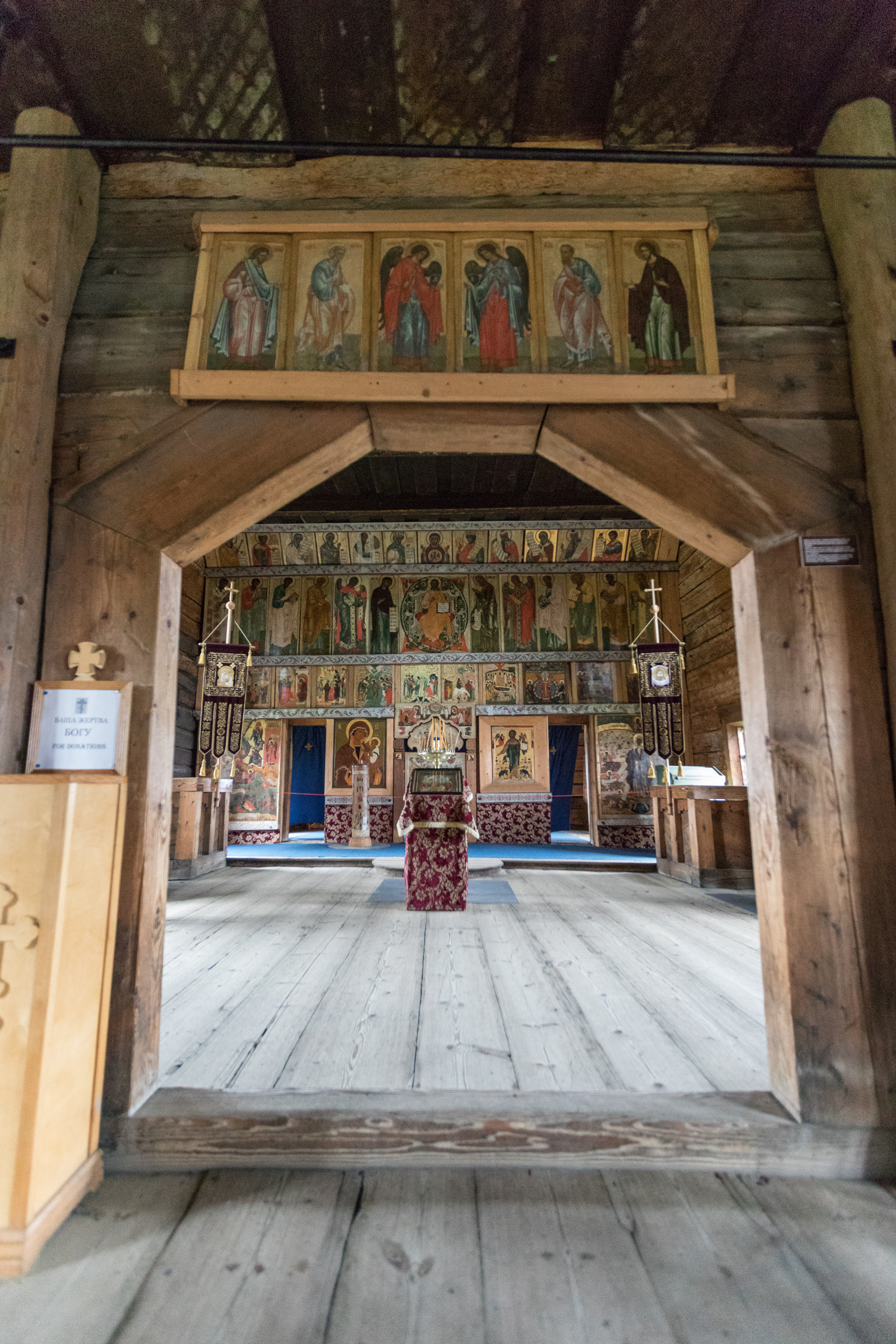
Внутреннее убранство